# Púlpito de Sant'Andrea
El púlpito de la iglesia o pieve de Sant'Andrea de Pistoia (Italia) es la obra maestra de Giovanni Pisano.
La obra a menudo se compara con los púlpitos esculpidos por el padre de Giovanni, Nicola Pisano en el baptisterio de Pisa y la catedral de Siena, en los que Giovanni le había ayudado. Estas obras muy avanzadas a menudo se describen en términos como «proto-renacimiento», y se inspiran en los sarcófagos de la Antigua Roma y otras influencias para formar un estilo que representa una temprana vuelta a la escultura clásica, al mismo tiempo que seguía siendo gótico, y bebiendo de fuentes como las tallas en marfil francesas.

## Historia
Según una inscripción que recorre entre las arquerías y parapetos del púlpito, fue encargado por el canónigo Arnoldus (Arnoldo) y supervisado por los tesoreros Andrea Vitelli y Tino di Vitale.  Vasari dice que el encargo lo hicieron en 1297, y la inscripción constata que se terminó en 1301. No hay falsa modestia: 

Giovanni lo talló, quien no hizo obra vacía. El hijo de Nicola, y bendecido con la mayor de las habilidades, Pisa le dio a luz, dotándolo con una maestría mayor que nada que se haya visto antes.

Giovanni se estaba acercando a los cincuenta años cuando empezó la obra, y había trabajado en los proyectos de su padre, y posiblemente visitase Francia.

## Descripción
La estructura es parecida al púlpito de Pisa: un plano hexagonal con siete columnas (una en el medio), dos de las cuales se sostienen sobre leones y uno por una figura inclinada de una atlante, mientras que la central descansa sobre tres grifos alados y los restos sobre bases sencillas. La organización de los relieves del parapeto está inspirado por el púlpito en Siena.
El programa iconográfico está también inspirado por la obra de Nicola, con «Alegorías» en las pechina de los arcos, sibilas y profetas alzándose sobre lo alto de los capiteles, y cinco parapetos con las siguientes escenas de la Vida de Cristo:
- «Anunciación», «Natividad» con el detalle apócrifo de las comadronas bañando a Cristo niño y una «Anunciación a los pastores»
- «El sueño de los magos»
- «La matanza de los inocentes»
- «La crucifixión»
- «Juicio Final»

El sexto parapeto ha desaparecido, y ese lado permite acceder al púlpito; la escalera original se ha quitado ahora.

## Estilo
Las escenas están pobladas y dramáticas igual que los del púlpito sienés. Lo más notable es la escena de la «Matanza de los inocentes», para lo cual se ha supuesto que Giovanni se inspiró en modelos alemanes, o incluso de la columna trajana en Roma. Una de las sibilas, retratada en el gesto repentino de huir hacia un ángel, también tiene una particular distinción. Por primera vez, Pisano inclinó los relieves, con las partes superiores proyectándose más que la inferior, para permitir la posición del espectador debajo.

Detalles del púlpito
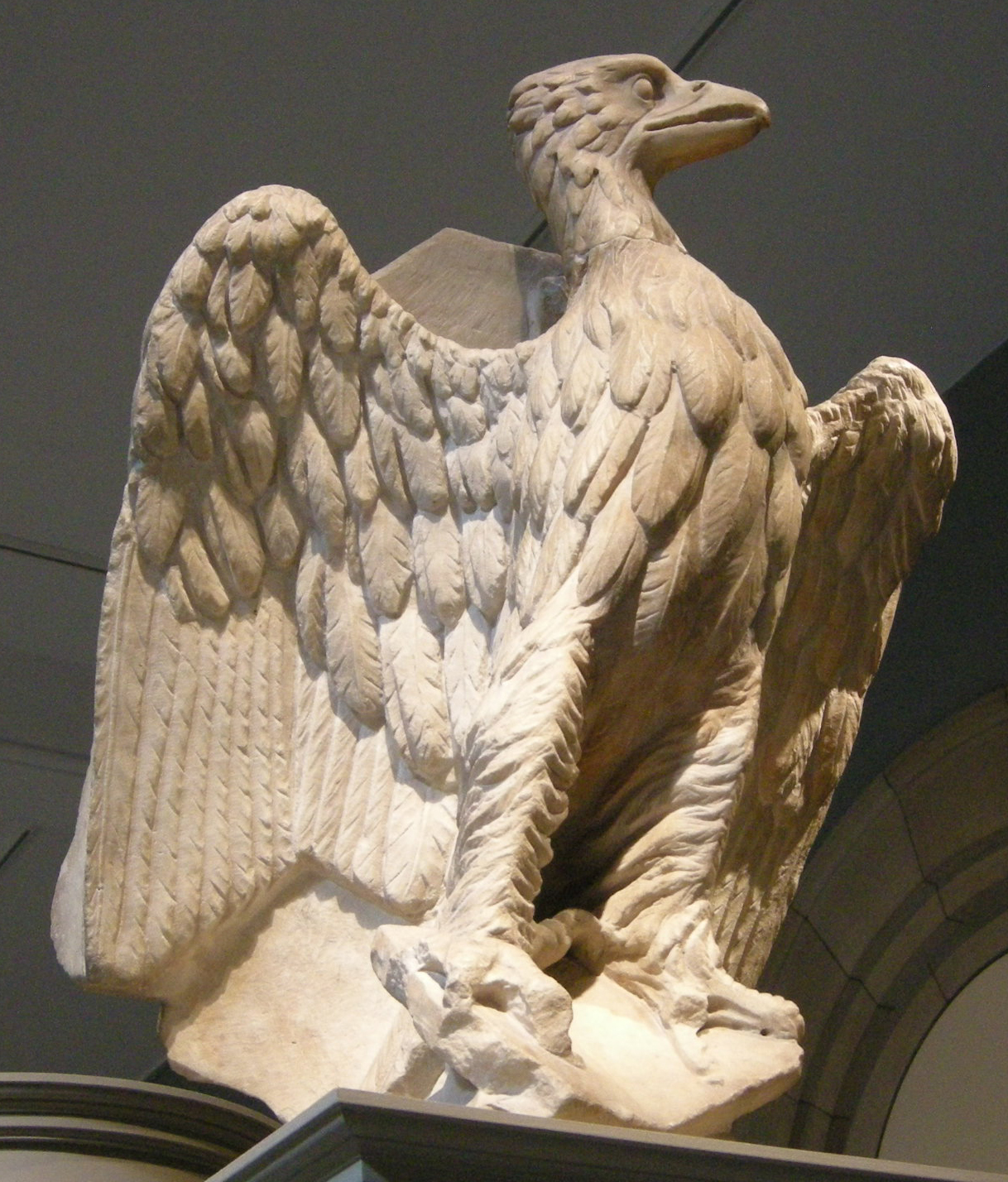
La linterna, en forma de Águila de San Juan
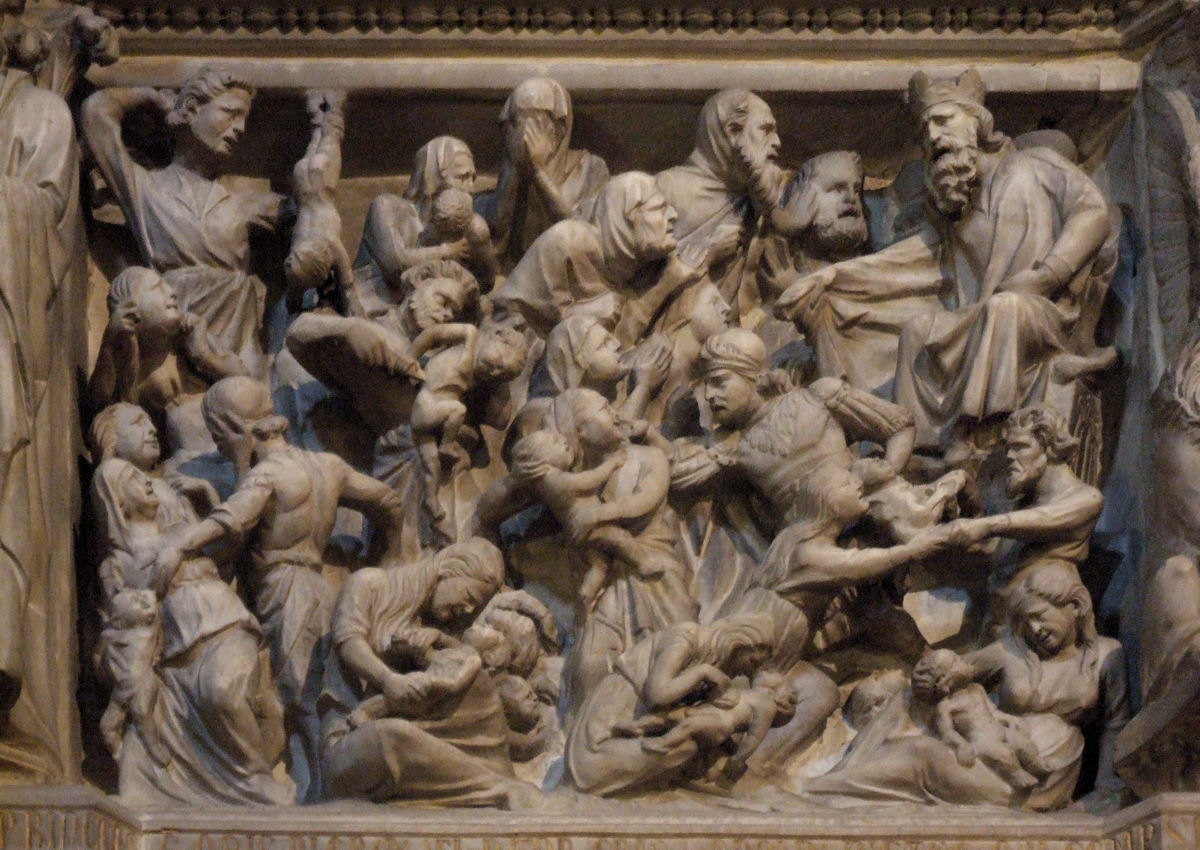
«La matanza de los inocentes»
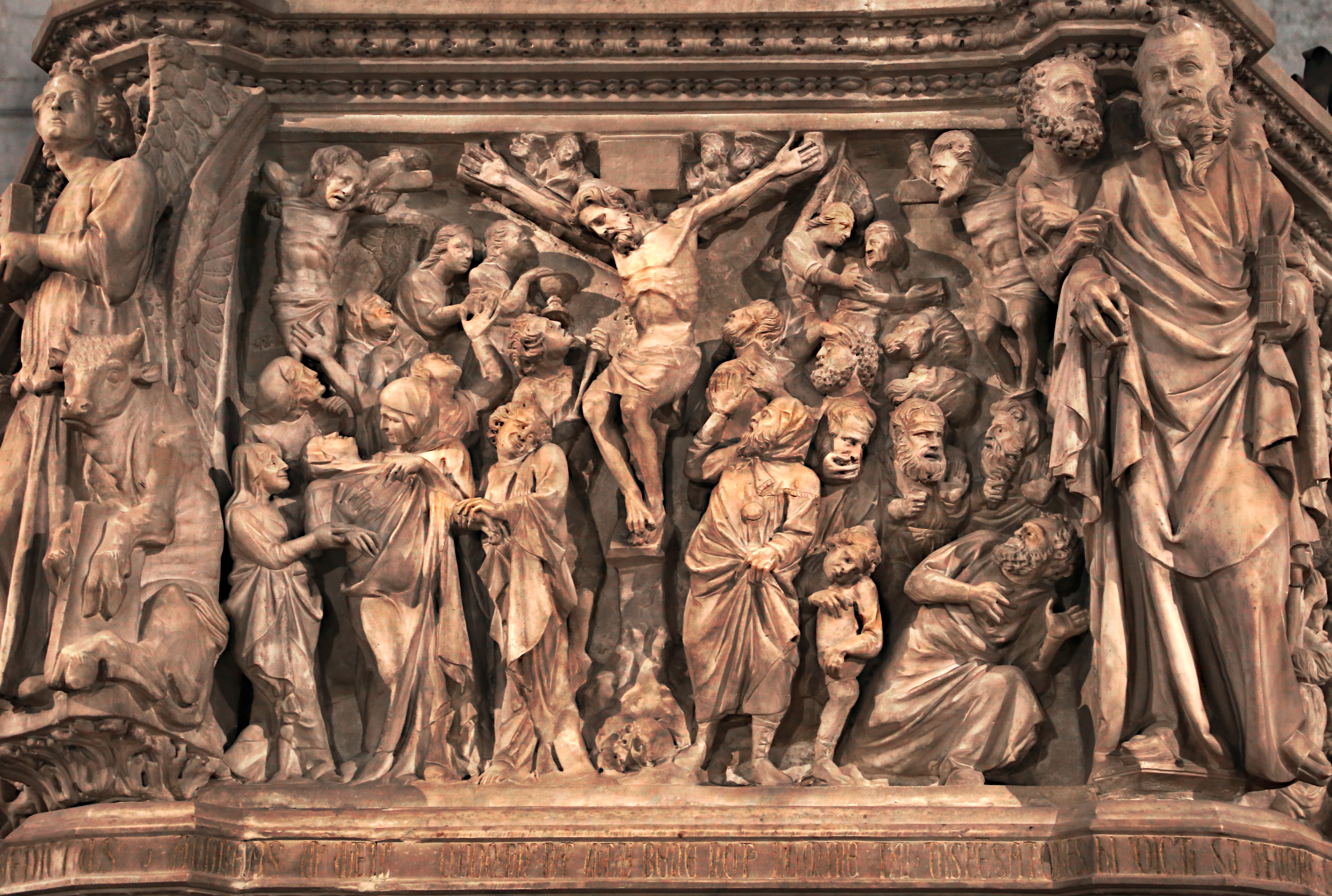
La crucifixión
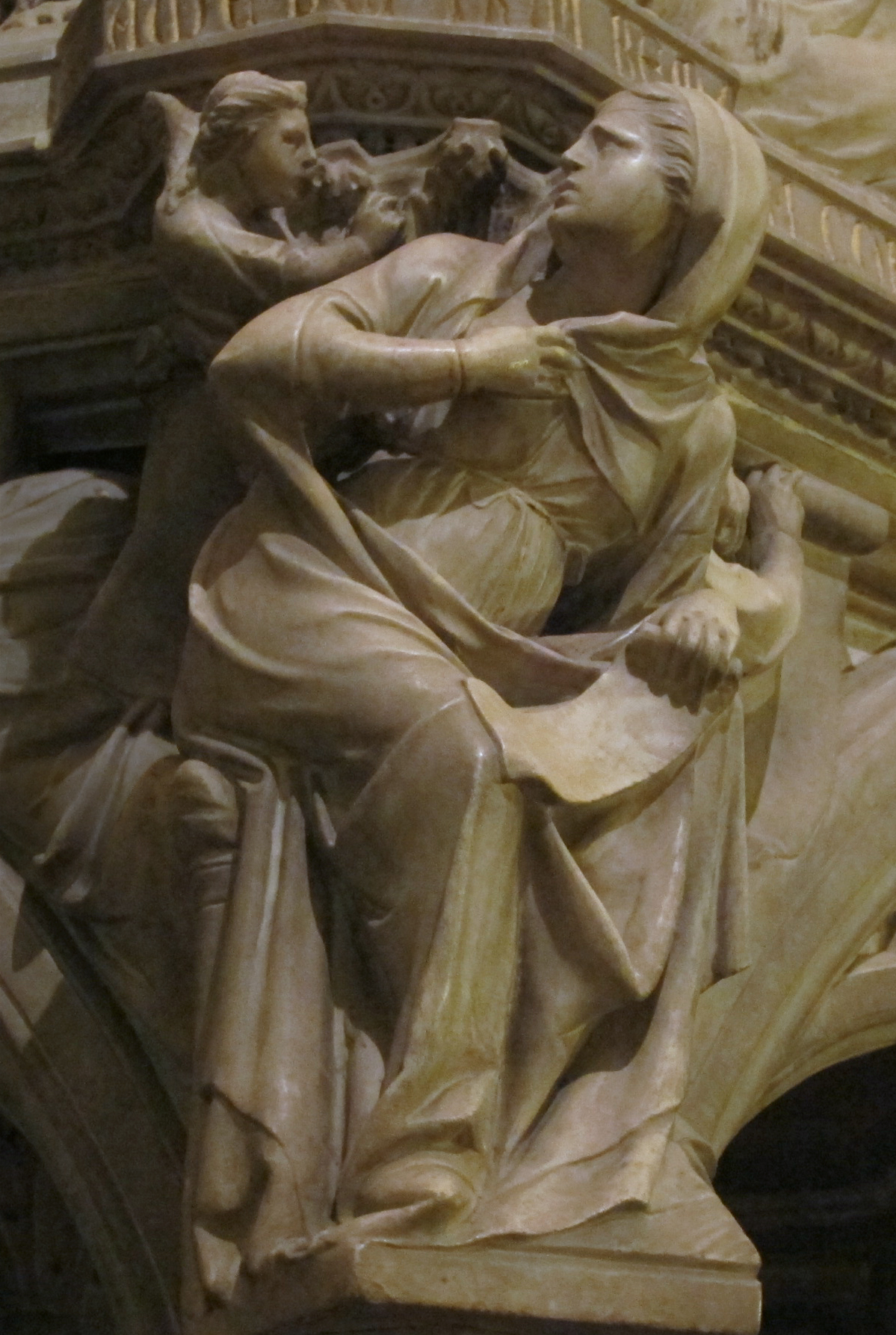
La sibila y el ángel